# Tartarocreagris texana
Tartarocreagris texana é uma espécie de aracnídeos da família Neobisiidae.
É endémica dos Estados Unidos da América.